# 保戸島村 (岐阜県)
保戸島村（ほとしまむら）はかつて岐阜県山県郡に存在した村である。
武儀郡小金田村に編入され、現在の関市の南西部に該当する。
長良川、今川、津保川に囲まれた川中島であり、村名は、合併した村と地区（保明、戸田、側島）から一文字ずつ取った合成地名である。

## 歴史
- 江戸時代末期までは、橋を建設する技術が乏しかったため、渡し舟を利用して対岸へ渡っていた。
- 江戸時代末期、この地域は天領などであった。
- 1897年（明治30年）4月1日 - 山県郡戸田村と側島村、武儀郡小金田村字保明組、稲葉郡芥見村字島崎が合併し、保戸島村となる。
- 1950年（昭和25年）8月10日 - 武儀郡小金田村に編入される。

## 学校
- 保戸島村立保戸島小学校（後の関市立保戸島小学校）
- 1963年、現在の関市立金竜小学校に統合された。
- 中学校は小金田村の武儀郡小金田村山県郡保戸島村学校組合立小金田中学校（現関市立小金田中学校）へ通学。